# Christian Kramer (Komponist)
Christian Kramer (* 16. Januar 1781 in Hannover; † 18. Februar 1834 in City of Westminster, London) war ein deutsch-britischer Komponist und Dirigent. Von 1829 bis zu seinem Tod 1834 wirkte er in London als Master of the King’s Music. In dieser Funktion diente er unter zwei britischen Königen: Georg IV. und Wilhelm IV.

## Leben
Christian Kramer wurde in Hannover als Sohn von Johann Heinrich Wilhelm Kramer geboren, der Hautboist im hannoverschen Garde-Regiments zu Fuß war, und erhielt Musikunterricht von einem örtlichen Stadtmusiker. Den Erinnerungen seines Musikerkollegen George Egestorff zufolge wurde er 1800 nach England für die Kapelle des Konteradmirals John Willett Payne angeworben, wechselte aber schon nach wenigen Monaten in die Haushaltskapelle des damaligen Prince of Wales Georg, die in Brighton angesiedelt war. Dem Komponisten Peter Winter assistierte er bei der Niederschrift von dessen Oper Il ratto di Proserpina, die 1804 in Covent Garden aufgeführt wurde. 1810 stieg er zum Leiter der Kapelle Georgs auf, die laut Dwight’s Journal of Music „zu ihrer Zeit als eine der besten in Europa anerkannt“ war, und blieb dies auch, nachdem Georg 1820 König geworden war. Bemerkenswerterweise wurden viele Musiker dieses Orchesters aus Deutschland akquiriert. John Dwight bemerkt ferner, dass Kramer sämtliche in seinem Orchester vorhandenen Instrumente selbst bis zu einem bemerkenswerten Grad beherrschte. 1829 wurde Kramer nach dem Tod von William Shield zusätzlich zum Master of the King’s Music ernannt. Er pflegte offenbar ein gutes Verhältnis mit dem König. Einem zeitgenössischen Bericht zufolge litt Kramer wie Georg IV. an der Gicht, und oft erkundigte sich der Monarch „nach einer gleichzeitigen Attacke“ nach dessen Befinden. Nach Kramers Tod wurde Franz Cramer, der mit ihm nicht verwandt war, zu seinem Nachfolger als Master of the King’s Music ernannt.
Das Dictionary of Musical Information (1876) nennt Kramer einen „Komponisten mit großen Fähigkeiten“. Noch 1849 wurde eines seiner Werke, The Duke of Wellington’s March, anlässlich einer Abendunterhaltung für Queen Victoria und Prinz Albert aufgeführt. Nur wenige Kompositionen von ihm sind überliefert, und keine hat im Repertoire überdauert.

## Familie
Kramer heiratete 1809 Mary Ann Martin geb. Cooke aus Brighton, die Witwe des Konditors und Hoflieferanten Francis Martin. Nach Kramers Tod 1834 kehrte sie nach Brighton zurück, wo sie 1837 starb.